# Taumelkäfer
Die Taumelkäfer (Gyrinidae), auch Dreh- oder Kreiselkäfer genannt, sind eine Familie der Käfer. Sie leben auf der Oberfläche von Gewässern, wo sie in schnellen Kreis- oder Spiralbewegungen umherschwimmen.

## Merkmale
Taumelkäfer sind 3,5 bis 8 Millimeter große, länglich-ovale, meist glänzend-schwarze Käfer mit in den Brustabschnitt versenktem Kopf (geschlossene Körperkontur) und schwarzer, gelbroter oder rotbrauner Unterseite.
Kennzeichnend sind die kurzen stiftförmigen Fühler, die langen Vorderbeine und die kurzen verbreiterten Mittel- und Hinterbeine. Die Hinterbeine sind stark verbreitert, abgeplattet und taschenmesserartig zusammenklappbar, zudem sind sie mit starken Borsten besetzt.
Die Komplexaugen der Taumelkäfer sind in eine obere und eine untere Hälfte getrennt. Luft und Wasser haben einen unterschiedlichen Brechungsindex. Als Anpassung daran sind die Augenteile entstanden. Sie sind durch ihren Aufbau an das jeweilige Medium angepasst und scharf voneinander getrennt. Dadurch kann der Käfer an der Wasseroberfläche schwimmend gleichzeitig unter Wasser und in der Luft die Umgebung beobachten.

## Lebensweise

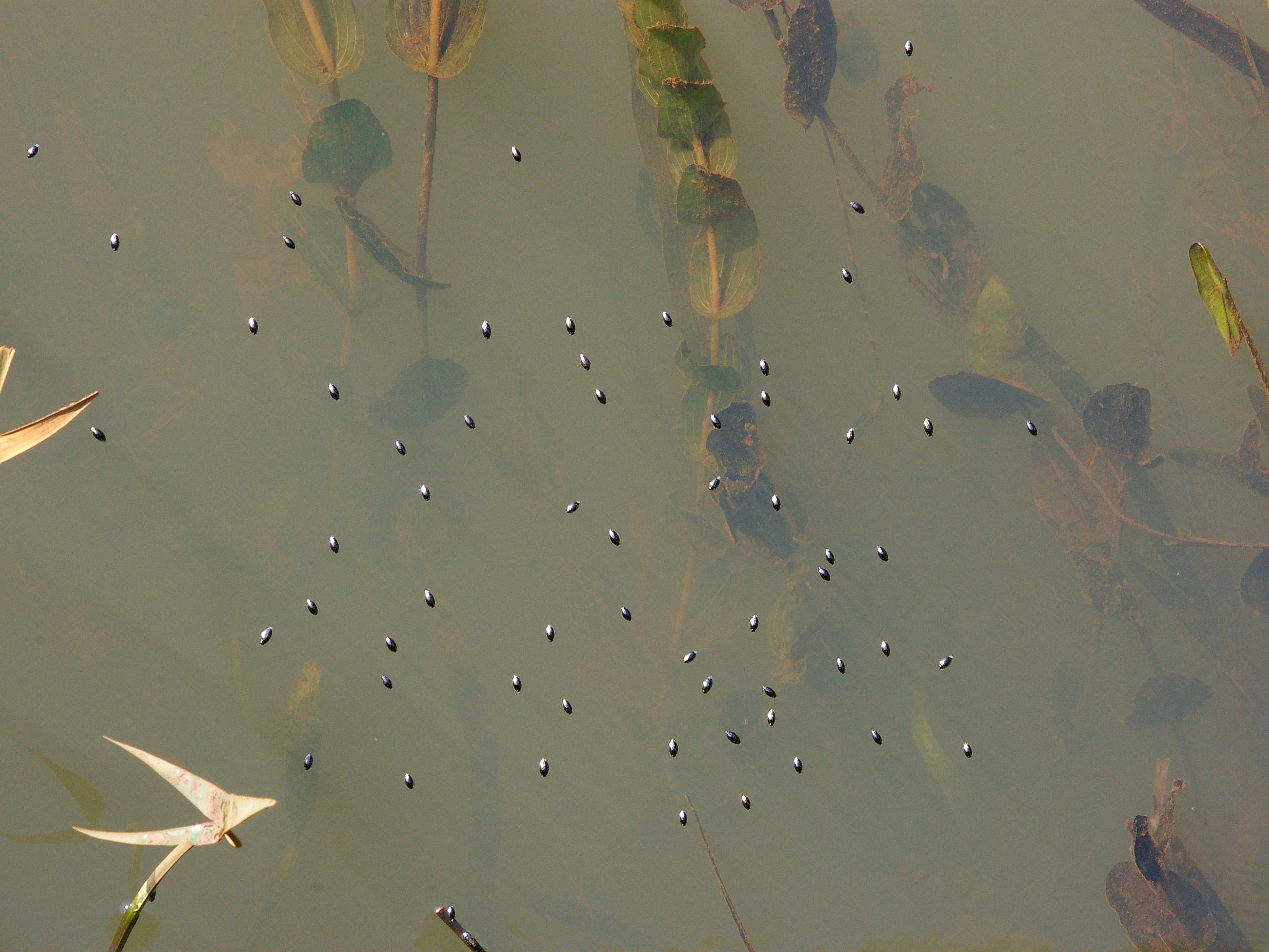
Eine Gruppe Taumelkäfer auf der Oberfläche eines kleinen Kanales

Taumelkäfer sind die einzigen Käfer, die die Wasseroberfläche besiedeln (Neuston). Die Tiere leben oft gesellig (Schwarmbildung, oft mehrere hundert, auch mehrerer Arten) an der Oberfläche (Körper unbenetzbar) von stehenden und mäßig fließenden Gewässern, wo sie auf dem Wasser lebende oder verunglückte Insekten erbeuten oder auch nach Nahrung tauchen.
Die Käfer bewegen sich, besonders bei Sonnenschein, rasant kreisend mit einer Geschwindigkeit bis zu 50 Zentimetern pro Sekunde und sind gute Flieger. Durch die geschlossene Körperform (geringer Wasserwiderstand), vor allem aber durch die Ausgestaltung der beiden hinteren Beinpaare als Ruderbeine sind sie hervorragend an die Bewegung im Wasser angepasst. Alle Teile der Beine sind flach und die ersten Fußglieder einseitig flächig verbreitert. Die Schiene und das vierte Tarsenglied sind mit flachen, gelenkig verbundenen Borsten besetzt, die sich bei Beginn des Ruderschlags durch den Gegendruck des Wassers automatisch und blitzschnell abspreizen. Beim Vorziehen der Beine in die Ausgangslage schieben sich diese Teile wie ein Fächer ineinander, dabei wird das Bein gedreht und mit der schmalen Kante nach vorn bewegt. Als „Hauptruder“ fungiert das mit besonders vielen plättchenförmigen Borsten besetzte hintere Beinpaar mit einer Schlagfrequenz von etwa 50 bis 60 Schlägen pro Sekunde (das Mittelbeinpaar ist nur etwa halb so schnell). Der Ruderapparat von Taumelkäfern hat einen höheren Wirkungsgrad als vergleichbare Organsysteme bei jedem anderen bisher bekannten Wasserinsekt. Mehr als 84 Prozent der eingesetzten Energie wird in Vorschub umgewandelt, dagegen erreicht beispielsweise das Schaufelrad eines Dampfers lediglich einen Wirkungsgrad von 55 Prozent. Die ungerichtete „taumelnde“ Bewegung der Käfer auf dem Wasser entsteht durch ihr Unvermögen, die Ruderbeine beiderseitig völlig simultan zu bewegen. An Land kann der Käfer sich wegen seiner hochspezialisierten Schwimmbeine nur sehr unbeholfen fortbewegen.
Das Vorderbeinpaar ist durch seinen völlig andersartigen Bau nicht zum Schwimmen geeignet – es dient als Greiforgan (Beute, Kopulation, Festhalten unter Wasser). Die Vordertarsen des Männchens sind, wie bei Männchen anderer Wasserkäferfamilien, verbreitert und mit zahlreichen Saugnäpfen versehen (Kopulationshilfe).

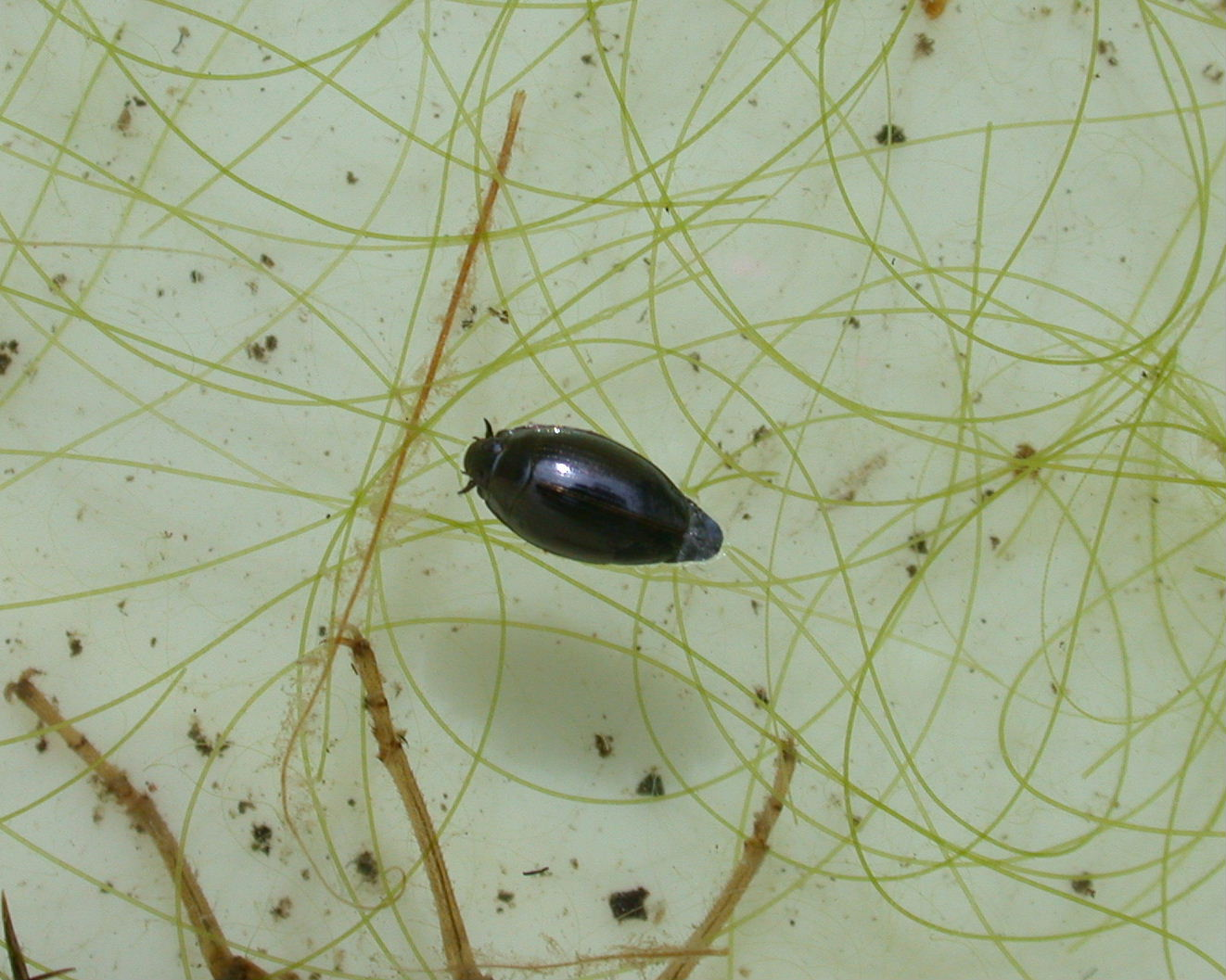
Der Taumelkäfer Gyrinus japonicus

Beim kreisenden Schwimmen nehmen die Taumelkäfer feinste Erschütterungen an der Wasseroberfläche mit Hilfe eines sich im zweiten Glied der kurzen, kräftigen Antennen befindenden hochempfindlichen Organs zur Registrierung von Schwingungen, des Johnstonschen Organs, wahr. Dieses Sinnesorgan befähigt die Tiere, Kollisionen zu vermeiden und Beute und Artgenossen zu orten. Im Experiment konnten Taumelkäfer ohne anzustoßen durch ein Maschendrahtgitter schwimmen, obwohl die Maschen gerade ihrer Körperbreite entsprachen.
Auch Taumelkäfer sind, wie eine Reihe anderer Wasserkäferfamilien, auf atmosphärische Luft angewiesen. Da ihre Flügeldecken am Ende abgestutzt sind und so die fein behaarte Hinterleibsspitze freiliegt, sieht man dort die Luft als metallisch glänzendes Bläschen hängen. Ihr spezifisches Gewicht verringert sich durch die von der Wasseroberfläche unter den Flügeldecken mitgenommene Luft, so dass sie sich unter Wasser anklammern müssen.
Sie besitzen Drüsen, aus denen sie giftige und lähmende, wassertrübende Substanzen abgeben können. Das Sekret wird außerhalb des Wassers mit den Hinterbeinen auf der trocknen Körperoberfläche verteilt.
Die Kopulation erfolgt auf oder unter dem Wasser, bei einigen Arten an Land. Die Eier werden in Schnüren unter Wasser an Wasserpflanzen geklebt. Nach zehn Tagen bis drei Wochen schlüpfen die Larven, die sich in der Mulmschicht des Gewässerbodens aufhalten und dort nach Beutetieren suchen. Ihre Mandibeln durchläuft teilweise ein Kanal, durch den Verdauungssäfte in das gepackte Opfer gelangen (extraintestinale Verdauung). Die Larven atmen den im Wasser gelösten Sauerstoff mit Hilfe von Tracheenkiemen, von denen sich an jedem Hinterleibsglied ein Paar befindet. 
Zur Verpuppung steigen die Larven aus dem Wasser und verwandeln sich arttypisch entweder auf Wasserpflanzen oder in kleinen Erdhöhlen bzw. in einem aus Körperausscheidungen, Pflanzenteilen und Erde gefertigten Kokon. Nach etwa ein bis neun Wochen schlüpfen die Jungkäfer und überwintern an Land unter Steinen, an Überwasserteilen von Wasserpflanzen und wohl auch unter Wasser. Vermutlich wird in diesem Fall der lebensnotwendige Sauerstoff aus Gasblasen bezogen, die sich an Wasserpflanzen befinden.

## Systematik
Weltweit sind etwa 800 Arten beschrieben, davon leben in Mitteleuropa etwa 13 Arten, während in Europa 19 Arten und Unterarten bekannt sind.
Die folgende Liste gibt einen Überblick über die in Europa beheimateten Arten.

### Familie Gyrinidae
- Aulonogyrus Motschulsky, 1853
  - Aulonogyrus concinnus (Klug, 1834)
  - Aulonogyrus striatus (Fabricius, 1792)
- Gyrinus O. F. Müller, 1764
  - Gyrinus minutus Fabricius, 1798
  - Gyrinus aeratus Stephens, 1835
  - Gyrinus caspius Ménétriés, 1832
  - Gyrinus colymbus Erichson, 1837
  - Gyrinus dejeani Brullé, 1832
  - Gyrinus distinctus Aubé, 1836
  - Gyrinus marinus Gyllenhal, 1808
  - Gyrinus natator (Linnaeus, 1758)
  - Gyrinus opacus Sahlberg, 1819
  - Gyrinus paykulli Ochs, 1927
  - Gyrinus pullatus Zaitsev, 1908
  - Gyrinus substriatus Stephens, 1829
  - Gyrinus suffriani Scriba, 1855
  - Gyrinus urinator Illiger, 1807
- Orectochilus Dejean, 1833
  - Orectochilus villosus (O. F. Müller, 1776)